# إريك إلينغتون
إريك إلينغتون (بالإنجليزية: Erik Ellington)‏ هو متزلج لوحي أمريكي، ولد في 9 أغسطس 1977 في أنكوريج في الولايات المتحدة.